# 大森東
大森東（日语：／ Ōmori-higashi */?）是東京都大田區的地名。現行行政地名為大森東一丁目至大森東五丁目。人口18,226人（2013年8月1日）。

## 地理
位於大田區東部。北部大略以環七通為界，接大森本町。東鄰平和之森公園、故鄉濱邊公園與昭和島。南鄰大森南。西至第一京濱、產業道路，接大森西、大森中。町內主要為住宅地。東西向的內川流經町內。此外，產業道路以大森警察署前交差點為起點，往南延伸。

## 歷史
古時屬東大森村。1964年（昭和39年）實施新住居表示，大森一、三、六～八丁目各一部分合併成立現行的大森東。

## 交通
町內沒有鐵路車站。西方有京急本線平和島站、大森町站、梅屋敷站，另可利用大森站與蒲田站的巴士路線。

## 設施
- 東京都立美原高等學校
- 大田區立大森東中學校
- 大田區立大森東小學校
- 大田區立大森第一小學校
- 大田區立中富小學校
- 大田區立都堀公園
- 大田區立貴船堀公園
- 大田區立大森故鄉濱邊公園（部分。大半在故鄉濱邊公園內）
- 大田區立舊呑川綠地（位於大森南的町界）
- 東京瓦斯大森運動場（大森グラウンド）
- 大田區立美原文化中心
- 嚴正寺
- 德淨寺

## 備註
1. ↑  .   [2013-08-18]. （原始内容存档于2014-02-18）.